# پتر لودویگ میدل سیلو

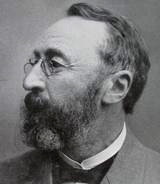

پتر لودویگ میدل سیلو (به نروژی: Peter Ludwig Mejdell Sylow) (زاده:۱۲ دسامبر ۱۸۳۲ - درگذشته:۷ سپتامبر ۱۹۱۸) ریاضی‌دان نروژی بود.
او دبیر ریاضی بود و مدتی در دانشگاه کریستیانا نیز نظریه گالوا را تدریس می‌کرد. از جمله تلاش‌های او در این زمینه مطالعه روی ساختار گروه‌های متناهی بود. قضایای سیلو در سال ۱۸۷۲ توسط او مطرح شد. که اطلاعاتی در مورد گروه‌های متناهی بدست می‌دهد. که در واقع بیان دیگری از عکس قضیه لاگرانژ است که ادعا کردیم با شرایط خاصی برقرار است. جالب است که اولین بار قضیه سیلو توسط او برای گروه‌های جایگشت اثبات شده بود. بعد از او جورج فربنیوس، قضیه را در حالت کلی برای گروه‌های متناهی اثبات کرد. او برای این کار از قضیه کیلی کمک گرفت. ولی امروزه این قضایا با نام سیلو خوانده می‌شود.
او مدتی، همراه با سوفوس لی، به پژوهش در کارهای هموطنش نیلس هنریک آبل در ریاضیات پرداخت.